# Sjögren Glacier
Sjögren Glacier är en glaciär i Antarktis. Den ligger i Västantarktis. Argentina, Chile och Storbritannien gör anspråk på området. Sjögren Glacier ligger 163 meter över havet.
Terrängen runt Sjögren Glacier är huvudsakligen lite bergig. Sjögren Glacier ligger nere i en dal. Trakten är obefolkad. Det finns inga samhällen i närheten. 